# Tubs de corall
Els tubs de corall és un tipus d'espeleotema que té forma de canonada vertical, semblant a les torres de corall, un subtipus d'espeleotema del tipus coral·loide, però de característiques i origen diferent. Els tubs de corall tenen parets primes de calcita que contenen al seu interior un material suau, en general fang. El seu origen es troba als llocs on el fang s'ha anat erosionant pel degoteig de l'aigua i la calcita s'ha dipositat després en els buits que ha deixat el fang.